# Jean-Rémy Guédon
Jean-Rémy Guédon (* 9. Juni 1957) ist ein französischer Jazzmusiker (Tenorsaxophon, Flöte) und Komponist.

## Wirken
Guédon arbeitete zunächst mit Claude Barthélémy, Laurent Cugny, Sophia Domancich, Andy Emler, Antoine Hervé und der Compagnie Lubat; daneben war er an der Aufführung von York Höllers „Le Maître et Marguerite“ in der Pariser Oper beteiligt und gehörte zum Ensemble 2E2M unter Leitung von Paul Méfano. 1993 gründete er das auch aktuell (2013) noch bestehende Ensemble Archimusic, das er leitet und mit dem er mehrere Alben veröffentlichte. Im selben Jahr bildete er zudem mit Benoît Dunoyer de Segonzac, François Merville, Pierre-Olivier Govin und Serge Adam die Gruppe Polysons, die international auftrat und zwei Alben vorlegte, darunter einen Tribut an Soft Machine mit Elton Dean und Hugh Hopper.
Mit Albert Mangelsdorff leitete er zwischen 1994 und 2004 das großformatige Deutsch-französische Jazz-Ensemble, für das er auch komponierte. Didier Levallet holte ihn in das Orchestre National de Jazz (Deep Feelings, 2000). Mit Patrice Caratini gründete er die nationale Bigband-Vereinigung Grands Formats. In Auseinandersetzung mit dem Marquis de Sade schrieb er seine Sade Songs (2006), die er mit Élise Caron aufführte und aufnahm. Auch trat er im Duo mit der Sängerin und Gitarristin Maryse Ngalula auf. Als Komponist schrieb er auch Kammermusik und sinfonische Werke.

## Diskographische Hinweise
- Archimusic (Quoi de neuf, Docteur ? 1995)
- Archimusic 13 Arpents de malheur (Le Triton, 2001)
- Polysons Folklore Moderne (mit Serge Adam, Pierre-Olivier Govin, Jean-Remy Guedon, François Merville, Pierre Charial, Valentin Clastrier; Quoi de neuf, Docteur ? 2001–02)
- Guédon/Christian Laviso/Dédé Saint Prix Kaladjazz (2013)
- Le Rêve de Nietzsche (Le Triton, 2013)

## Kompositionen (Auswahl)
- Dans la Cible (1989) pour 3 clarinettes
- Pièce pour clarinette seule (1991)
- Pigny Song (1993) pour orchestre à vent et rythmique de jazz
- 4 pour 5 (1995) pièce pédagogique
- Les Vents Tournent (1996) suite pour un octuor à vent, cornemuse et saxophone
- Les 3 compères (1997), Les vers luisants (1997) und Le Plaisir (1998) (Lieder nach Khalil Gibran)
- Autour d'Oum Kalsoum (1998)
- Filao (1999) pour l'ensemble TM+
- Hixpen (2000)
- Kabakalli (2001) création symphonique